# 조이 크레이머
조이 크레이머(Joey Kramer, 1950년 6월 1일 ~ )는 미국의 드러머로, 에어로스미스의 일원이다.